# Євдокимовська (Верхньотоємський район)
Євдокимовська (рос. Евдокимовская) — присілок в Верхньотоємському районі Архангельської області Російської Федерації.
Населення становить 108 осіб. Входить до складу муніципального утворення Верхньотоємський муніципальний округ.

## Історія
До 1 червня 2021 року входило до складу муніципального утворення Пучузьке муніципальне утворення.

## Населення
| 2002 | 2010 |
| ---- | ---- |
| 179  | ↘108 |